# Pietro Bestetti
Pietro Bestetti anomenat Pierino (Pioltello, 12 de desembre de 1898 - Milà, 3 de gener de 1936) va ser un ciclista italià que fou professional entre 1921 i 1931. El 1920, com a ciclista amateur, va prendre part als Jocs Olímpics d'estiu d'Anvers, on va disputar dues proves del programa de ciclisme. Fou cinquè en la contrarellotge per equips i vint-i-unè en la contrarellotge individual. Com a professional destaquen dues victòries d'etapa al Giro d'Itàlia, el 1925 i 1926. Una pneumònia posà fi a la seva vida.

## Palmarès
- 1919
  - 1r al Tre Valli Varesine
- 1922
  - 1r a la Coppa Cavacciocchi
- 1923
  - 1r al Tour del llac Léman
- 1924
  - 1r al Giro dell'Umbria
- 1925
  - Vencedor d'una etapa del Giro d'Itàlia
- 1926
  - Vencedor d'una etapa del Giro d'Itàlia

### Resultats al Giro d'Itàlia
- 1922. Abandona
- 1923. 12è de la classificació general
- 1925. 7è de la classificació general. Vencedor d'una etapa
- 1926. 6è de la classificació general. Vencedor d'una etapa
- 1927. Abandona
- 1929. Abandona
- 1931. Abandona